# Darío Verón
Darío Anastacio Verón Maldonado (San Ignacio Guazú, 26 de julio de 1979) es un exfutbolista paraguayo, jugaba de defensa central o lateral derecho y es considerado como uno de los máximos ídolos de la historia del equipo mexicano Pumas de la UNAM. Fue internacional absoluto con la selección de fútbol de Paraguay que participó en la Copa Mundial de Fútbol 2010 y en tres ediciones de la Copa América (2001, 2007 y 2011).

## Trayectoria

### Inicios
Según su madre, Darío Verón siempre se destacó como líder en la canchita donde jugaba con sus amigos en la zona rural Yata'i de Santa Rosa de Lima, Misiones. A los 16 años, se trasladó a la capital de Paraguay, Asunción, con la intención inicial de jugar en el club Cerro Porteño, aunque no tuvo éxito en su intento. Sin embargo, encontró su oportunidad en el Club 12 de Octubre.

### Salto a la primera división
Darío Verón debutó en la Primera División de Paraguay el 25 de julio de 1999, vistiendo la camiseta del Club 12 de Octubre, en un partido ante Cerro Porteño que terminó sin goles.
Participó en la Copa Libertadores 2001 con el Club Guaraní. Luego, regresó al Club 12 de Octubre y compitió en el mismo torneo continental en el año 2002. Durante el segundo semestre de ese mismo año, logró conquistar el Torneo Clausura. En la última jornada de ese campeonato, Verón se convirtió en el héroe del equipo itaugüeño al marcar el gol de la victoria decisiva en el partido contra Guaraní, que terminó 3-2 a favor de su equipo, cuando faltaban menos de cinco minutos para el final del juego.

### Cobreloa
En 2003, Verón se trasladó al Club de Deportes Cobreloa de la Primera División de Chile, donde tuvo un destacado desempeño en la Copa Libertadores 2003, llegando hasta los cuartos de final. Además, logró el Torneo Apertura de ese mismo año con su equipo.

### UNAM
Llega a México para fichar con el Club Universidad Nacional, equipo popularmente conocido como los Pumas de la UNAM para el torneo Apertura 2003, debutando en la Primera División de México el 9 de agosto de 2003 en el juego contra el Atlas F. C. que ganaron por marcador de 1-0, logró con el equipo seis títulos, los cuatro primeros obtenidos en el año 2004: el torneo de Primera División Clausura 2004, el Trofeo Santiago Bernabéu (certamen amistoso), el de Campeón de Campeones y el torneo Apertura 2004. Los otros dos son el Clausura 2009 y el Clausura 2011.
Con el objetivo de no ocupar una plaza de extranjero, en el 2006 decide iniciar los trámites para obtener la nacionalidad mexicana. Hoy continúa su legado en el equipo de la UNAM, siendo el mejor central extranjero de la Pumas de la UNAM. Subcampeón de la Copa América 2011, Darío Verón es toda una institución, siendo no mexicano de nacimiento se convirtió en el último ídolo de la afición de la U de México y uno de los referentes no canteranos de Pumas que puede equipararse con extranjeros como Cabinho, Juan José Muñante, Jorge Paolino, Spencer Coelho, Ricardo Ferretti, Alberto Etcheverry, Juan Carlos Vera, Leandro Augusto y otros grandes.
Fue muy grande su fidelidad al equipo universitario que rechazó ofertas de otros clubes del fútbol mexicano, entre ellos dos de los acérrimos rivales de los Pumas: el Club América y el Club Deportivo Cruz Azul, equipos también capitalinos que pretendían hacerse de sus servicios. Este sentimiento de amor a la camiseta del equipo de la máxima casa de estudios de México fue otro motivo que contribuyó a que se consagrara como ídolo para la afición. 
En un par de ocasiones se vio inmiscuido en asuntos de racismo, siendo señalado por el panameño Felipe Baloy en el 2010 y por el colombiano Darwin Quintero en el 2015, ambos casos haciendo alusión al color de piel de sus oponentes. En 2016, se encontraba aún bajo investigación de Conapred.
En el 2011, Verón fue elegido por la Federación Mexicana de Fútbol como el mejor jugador en el puesto de defensa central del Clausura 2011 que ganó junto a los universitarios.
El 15 de marzo de 2012, Verón sufrió una fractura que lo dejó fuera de actividad por 3 meses aproximadamente.
En mayo de 2017, los Pumas de la UNAM hacen oficial su salida, tras 14 años y 533 partidos en el club universitario, siendo el jugador con más partidos en la historia del Club Universidad Nacional.

### Olimpia
A pesar de su abierto fanatismo por Cerro Porteño, el 18 de junio de 2017, Verón firmó el contrato que le vincula por un año al Club Olimpia de su país natal.
En el cuadro paraguayo fue tricampeón de liga y este fue su último equipo antes del retiro definitivo el cual anunció el 18 de mayo de 2019, con esto no cumplió con su objetivo de retirarse con el Club Universidad Nacional, equipo con el que siempre se identificó.

## Selección nacional
Ha sido internacional con la selección de fútbol de Paraguay. Asistió al Mundial de Sudáfrica 2010, en el que jugó el encuentro de cuartos de final contra España. Fue subcampeón de la Copa América 2011, perdiendo la final contra Uruguay por marcador de 3-0. Tiene un total de 51 partidos con la selección de Paraguay.

### Goles en la selección
| Goles con la Selección de Paraguay | Goles con la Selección de Paraguay | Goles con la Selección de Paraguay | Goles con la Selección de Paraguay | Goles con la Selección de Paraguay | Goles con la Selección de Paraguay | Goles con la Selección de Paraguay | Goles con la Selección de Paraguay | Goles con la Selección de Paraguay |
| Resultados                         | Resultados                         | Resultados                         | Resultados                         | Lugar                              | Estadio                            | Fecha                              | Tipo                               | Goles                              |
| ---------------------------------- | ---------------------------------- | ---------------------------------- | ---------------------------------- | ---------------------------------- | ---------------------------------- | ---------------------------------- | ---------------------------------- | ---------------------------------- |
| Paraguay                           | 2                                  | 1                                  | Ecuador                            | Asunción                           | Estadio Defensores del Chaco       | 11 de noviembre de 2011            | Eliminatorias Sudamericanas 2014   | 1 gol                              |

Para un total de 1 gol.

### Participaciones en Copas del Mundo
| Mundial                        | Sede      | Resultado        | PJ |
| ------------------------------ | --------- | ---------------- | -- |
| Copa Mundial de Fútbol de 2010 | Sudáfrica | Cuartos de final | 1  |

### Participaciones en Copa América
| Edición           | Sede      | Resultado        |
| ----------------- | --------- | ---------------- |
| Copa América 2001 | Colombia  | Primera Ronda    |
| Copa América 2007 | Venezuela | Cuartos de final |
| Copa América 2011 | Argentina | Subcampeón       |

## Clubes
| Club             | País     | Año       |
| ---------------- | -------- | --------- |
| 12 de Octubre    | Paraguay | 1999-2001 |
| Guaraní          | Paraguay | 2001-2002 |
| Cobreloa         | Chile    | 2003      |
| Pumas de la UNAM | México   | 2003-2017 |
| Olimpia          | Paraguay | 2017-2019 |

## Palmarés

### Campeonatos nacionales
| Título               | Club             | País     | Año     |
| -------------------- | ---------------- | -------- | ------- |
| Primera División     | 12 de Octubre    | Paraguay | 2002-C  |
| Primera División     | Cobreloa         | Chile    | 2003-A  |
| Primera División     | Pumas de la UNAM | México   | 2004    |
| Campeón de Campeones | Pumas de la UNAM | México   | 2003-04 |
| Primera División     | Pumas de la UNAM | México   | 2004    |
| Primera División     | Pumas de la UNAM | México   | 2009    |
| Primera División     | Pumas de la UNAM | México   | 2011    |
| Primera División     | Olimpia          | Paraguay | 2018-A  |
| Primera División     | Olimpia          | Paraguay | 2018-C  |
| Primera División     | Olimpia          | Paraguay | 2019-A  |

### Trofeo invitación
| Título                   | Club             | Sede   | Año  |
| ------------------------ | ---------------- | ------ | ---- |
| Trofeo Santiago Bernabéu | Pumas de la UNAM | Madrid | 2004 |

### Otros logros
- Subcampeón de la Copa Sudamericana 2005 con los Pumas de la UNAM.
- Subcampeón del Apertura 2007 con los Pumas de la UNAM.
- Subcampeón del Apertura 2015 con los Pumas de la UNAM.

### Distinciones individuales
| Distinción             | Otorgada por                             | Año  |
| ---------------------- | ---------------------------------------- | ---- |
| Condecoración Especial | Presidencia de la República del Paraguay | 2010 |
| Mejor Defensa Central  | Femexfut                                 | 2011 |

### Nota
1. ↑  Verón tiene doble nacionalidad: paraguaya (por nacimiento) y mexicana (por residencia).